# It's No Good
It's No Good is een nummer van de Britse synthpopband Depeche Mode uit 1997. Het is de tweede single van hun negende studioalbum Ultra.
Het nummer werd een hit in Europa. Het behaalde de 5e positie in het Verenigd Koninkrijk. In het Nederlandse taalgebied was het nummer iets minder succesvol. In Nederland haalde het de 7e positie in de Tipparade, en in de Vlaamse Ultratop 50 kwam het niet verder dan de 43e positie.